# Beyler, Seferihisar
Beyler là một xã thuộc huyện Seferihisar, tỉnh İzmir, Thổ Nhĩ Kỳ. Dân số thời điểm năm 2010 là 565 người.